# Виллер-Агрон-Эгизи
Вилле́р-Агро́н-Эгизи́ (фр. Villers-Agron-Aiguizy) — коммуна во Франции, находится в регионе Пикардия. Департамент коммуны — Эна. Входит в состав кантона Фер-ан-Тарденуа. Округ коммуны — Шато-Тьерри.
Код INSEE коммуны — 02809.

## Население
Население коммуны на 2010 год составляло 100 человек.
| 1962 | 1968 | 1975 | 1982 | 1990 | 1999 | 2010 |
| ---- | ---- | ---- | ---- | ---- | ---- | ---- |
| 115  | 104  | 90   | 85   | 80   | 70   | 100  |

## Экономика
В 2010 году среди 60 человек трудоспособного возраста (15—64 лет) 46 были экономически активными, 14 — неактивными (показатель активности — 76,7 %, в 1999 году было 77,1 %). Из 46 активных жителей работали 42 человека (26 мужчин и 16 женщин), безработных было 4 (1 мужчина и 3 женщины). Среди 14 неактивных 4 человека были учениками или студентами, 3 — пенсионерами, 7 были неактивными по другим причинам.